# Igor Georgijewitsch Rubel
Igor Georgijewitsch Rubel (russisch Игорь Георгиевич Рубель; * 25. August 1933; † 4. April 1963 bei Urachtscha, Rajon Pestretschinski, Tatarische ASSR) war ein sowjetischer Schachspieler. Er war Meister des Sports der UdSSR seit 1958.

## Leben
Rubel erlernte das Schachspiel während seiner Schulzeit und wurde 1955 Meisteranwärter. Sein Trainer war Andrei Batujew. Nach Beendigung der Schule absolvierte er ein Studium am Leningrader Technologischen Institut. Danach arbeitete er als Ingenieur am Institut „Gipronikel“ und begann parallel ein Fernstudium am Polytechnischen Institut. 
1956 nahm er am All-Union Volksturnier anlässlich der Spartakiade der Völker der UdSSR teil, bei dem nach offiziellen Angaben mehr als 600.000 Spieler am Start waren. Rubel teilte sich im Finale den zweiten Platz mit Isaak Boleslawski, Wladimir Makogonow und Marks Pasmans, während der Sieg an Jānis Kļaviņš ging. 1958 gewann Rubel mit 12,5 Punkten aus 17 die Leningrader Stadtmeisterschaft und übererfüllte somit die Norm für den Titel eines nationalen Meisters. Bei der nächsten Stadtmeisterschaft, die von Boris Spasski souverän gewonnen wurde, kam er auf den geteilten sechsten Platz. Im Halbfinale der XXVII. Meisterschaft der UdSSR 1959 in Tscheljabinsk teilte er sich mit Alexander Tscherepkow den neunten Platz. Nach Einschätzung der vor Ort anwesenden Experten zeigte er sich als guter Taktiker, der wegen mangelnder Technik Schwierigkeiten hatte, den erzielten Vorteil zu verwerten.
Rubel kam am 4. April 1963 als einer der 67 Insassen auf dem Aeroflot-Flug 25 ums Leben, nachdem die Schubumkehr in einem Triebwerk selbstständig aktiviert wurde.

## Schriften
- I. Leschtsch, I. Rubel: Nekotoryje dannyje po termodinamike sojedinenij platinowych metallow. In: Trudy projektnogo i NII „Gipronikel“, Nr. 19, 1964, S. 26–49.
- I. Leschtsch, I. Rubel, J. Schneierson: Kompleksoobrasowanije w sisteme Ir2S3– H2S. In: Trudy projektnogo i NII „Gipronikel“, Nr. 19, 1964, S. 99–114.
- I. Leschtsch, J. Schneierson, I. Rubel, L. Frumina: Eksperimentalnoje opredelenije teploty obrasowanija gidrookissi tschetyrechwalentnogo iridija. In: Schurnal neorganitscheskoi chimii, Band 15, Nr. 6, 1970, S. 1695–1696.